# 陳傑 (正德進士)
陳傑（1473年—1528年），字國英，號方巖，福建興化府莆田縣人，明朝政治人物。

## 生平
弘治十七年（1504年）甲子科福建鄉試第八十四名舉人，正德三年（1508年）中式戊辰科會試第二百四十九名，三甲第一百四十二名進士。授景寧縣知縣，九年升南京湖廣道監察御史，十一年巡按南直隶凤阳，父喪丁憂，哀毀廬墓，王守仁稱其「篤信好學，高潔自守。」家居九年，年五十六卒。
有《易經綴屑》。

## 家族
曾祖陳瓊，廣信府推官；祖父陳讚，教諭；父陳曰漸，訓導。母林氏。重慶下。弟陳偉、陳伊、陳俸、陳傅、陳伸。